# Jason Derulo
Jason Joel Desrouleaux (sinh ngày 21 tháng 9 năm 1989), thường được biết tới với nghệ danh Jason Derulo, là một ca sĩ-nhạc sĩ, vũ công, diễn viên người Mỹ từ Miramar, Florida.

## Sự nghiệp âm nhạc
Anh trở nên nổi tiếng nhờ đĩa đơn "Whatcha Say" do Beluga Heights/Warner Bros phát hành tháng 6 năm 2009. Ca khúc do J.R. Rotem sản xuất với sự cộng tác của Fuego. Bài hát có một đoạn nhạc của ca khúc "Hide And Seek" do Imogen Heap trình bày. Vào ngày ấn hành 29 tháng 8, ca khúc xuất hiện lần đầu với vị trí 54 trên Billboard Hot 100 
and hit number 1. Vào ngày 6 tháng 10 năm 2009, ca khúc bán được 775.000 bản nhạc số, theo Nielsen SoundScan.
Hiện tại anh đang thu âm cho album đầu tay của anh, sẽ phát hành trong quý đầu năm 2010.

## Danh sách đĩa hát

### Album phòng thu
- 2010: Jason Derülo

### Đĩa mở rộng
- 2009: The Whatcha Say EP[3]

### Đĩa đơn
| Năm  | Đĩa đơn       | Vị trí cao nhất | Vị trí cao nhất | Vị trí cao nhất | Vị trí cao nhất | Vị trí cao nhất | Vị trí cao nhất | Album        |
| Năm  | Đĩa đơn       | US              | US Pop          | CAN             | AUS             | NZ              | SWE             | Album        |
| ---- | ------------- | --------------- | --------------- | --------------- | --------------- | --------------- | --------------- | ------------ |
| 2009 | "Whatcha Say" | 1               | 4               | 3               | 59              | 4               | 46              | Jason Derülo |